# Pietranico
Pietranico er en kommune med 477 indbyggere, der ligger i den vestlige del af provinsen Pescara i regionen Abruzzo i Italien.

## Geografi
Byen Pietranico ligger på toppen af et af de lave bjerge nord for Pescara-floden. Den grænser op til kommunerne Brittoli, Castiglione a Casauria, Corvara, Pescosansonesco, Torre de' Passeri, Alanno, Civitaquana og Cugnoli. Alle nabokommunerne hører lige som Pietranico til provinsen Pescara.
I kommunen ligger tre mindre bebyggelser (frazioni) med navnene Valle Baroni, Valle Grazietti og Boccaccio.

## Historie

### Oprindelse i middelalderen
På det sted, hvor Pietranico opstod, lå der i den tidlige middelalder blot et "Grangia" (kombineret lade og beboelse, der var almindelig i bjergene). Bygningerne og det omkringliggende land tilhørte klosteret Abbazia di San Clemente a Casauria, der lå nede i dalen mod syd. I 985 bestemte abbed Casauriense Adamo, at der skulle bygges en egentlig borg og by på stedet, og han befolkede den med indbyggere fra fire gamle nærliggende landsbyer, Peteliano, Montefalcone, Vallelupa og Opacolo. Mindet om abbeden er fastholdt i gadenavnet Via Abate Adamo.
Årsagen til, at benediktinermunkene fra San Clemente valgte at bruge resurser på et så relativt afsides og utilgængeligt sted, skal ses som resultat af de vedvarende plyndringstogter, der blev udført af saracener fra Syditalien og Sicilien og i det følgende århundrede af invaderende normanner. Den nye borg var et velvalgt tilflugtssted og den tilstødende by blev befolket af beboere, der så en fordel i munkenes mere humane behandling landbefolkningen og som var interesserede i de forbedrede dyrkningsmetoder, munkene kunne tilbyde. Der blev etableret signalsystemer med de omliggende borge, specielt vagttårnet ved Forca di Penne, som beskyttede en af de få veje ind gennem bjergene fra havet.
Selve borgen blev bygget på Pietra di Castello, et klippestykke på 2.000 m3". Stednavnet Petra Iniqua er blevet tolket som stenen på bakken af den lærde Don Domenico Tinozzi, i hans beskrivelse af de tre byer Pietranico, Cugnoli og Corvara. En anden tolkning taler om den uregelmæssige sten. Borgen findes ikke mere. Resterne af den blev fjernet, da Italiens fascistiske styre valgte at bygge nye huse på grunden. Den oprindelige by lå i en cirkel uden om borgen, med sammenbyggede huse, der dannede en mur mod omverdenen, kun brudt af porten Porta della Terra.
Lige inden for porten ligger et tårn, som mangler den oprindelige top. Bag det lå byens fængsel, som i følge traditionen i en periode husede den prominente normanniske (eller franske) grev Hugues Maumouzet af Manoppello, der var blevet lokket i baghold og fanget af lokale adelsmænd omkring år 1076. I længden kunne klostret og dets tilhørende byer dog ikke forhindre den normanniske erobring, og Pietranico blev en del af deres rige, og senere af kongeriget i Syditalien.
Byen blev omtalt i flere officielle dokumenter i løbet af middelalderen - typisk i forbindelse med skattebetaling. Kong Karl 2. af Napoli, der regerede 1285-1309, fik udformet et Regestum Feudatariorum, hvoraf det fremgik, at Pietranico årligt skulle betale 19 once, 7 tareni og 10 grana.

### Nyere tid
I 1457 bestemte Alfons 5. af Aragonien, at adelsmanden (og hærføreren) Pietro Lalle Camponeschi skulle være greve af Montosa, og året efter fik han sit len udvidet med et antal byer, heriblandt Pietranico. Det feudale system blev ophævet i 1806, da Italien var besat af franske tropper og regeret af Joseph Bonaparte. Den franske besættelse var imidlertid upopulær og der var også optøjer i og omkring Pietranico.
Beboernes indtægter kom primært fra dyrkning af jorden, især oliven og vin, og det skabte en klasse af velhavende og selvbevidste jordbesiddere. Som i andre kulturer langs Middelhavet udnyttede man de store marksten. I Italien hedder de palmenti og omkring byen ligger der stadig seks store tilhuggede sten, anvendt til vinproduktion. En af dem har årstallet 1631 indhugget. De forblev i brug til et stykke ind i det 20. århundrede.
Antonio de Nino fra Sulmona udgav i 1879 første bind i serien Usi Abruzzesi. Her beskrev han et besøg i Pietranico. I et af de små huse blev døren åbnet, og en blomstersmykket barnekiste blev båret ud:
| Citat | Men kisten blev båret af fire smukke unge piger, klædt i traditionelle dragter. Nysgerrig som jeg er, spurgte jeg hvorfor det var kvinder og ikke mænd, som det ellers er skik. Man svarede, at sådan gjorde man altid, når den døde ikke var mere end syv år gammel. Hvilken rørende og sympatisk skik! | Citat |
|       | |       |

I et stort værk om Italiens geografi, fra 1899, nævnes området omkring Pietranico også som anvendt til græsning af kreaturer, og der er beskrevet en udvinding af kalksten med kvarts.

## Demografi
Byens befolkningstal var stabilt frem til omkring 1960. Derefter foregik der en affolkning, der kan genkendes fra mange italienske småbyer.

## Arkitektur

### Parrocchia di San Michele e Santa Giusta
Sognekirken ligger tæt på den klippe, hvor byens gamle borg lå, og dens historie går tilbage til det 12. århundrede. I det 18. århundrede blev kirken ombygget i barokstil, og på et gammelt foto kan man se alteret, med gengivelse af Madonna og barnet, udført af Lorenzo Rossi i 1722.
De kraftige jordskælv i området i 1915 og 1933 betød imidlertid, at kirken blev så hårdt medtaget, at det blev besluttet at bygge en helt ny. Dens arkitektur er inspireret af kirker i Toscana, med lighedspunkter til domkirken i Lucca og kirken San Michele i Campo. Facaden er tredelt og kirkerummet er treskibet, adskilt af søjler.

### Kirken San Rocco
Neden for den gamle bykerne ligger den lille kirke San Rocco. Den er mest kendt fordi den huser La Madonna in Trono (Vor Frue på Tronen), en statue i terracotta fra 1600-tallet. Denne statue har haft en omskiftelig tilværelse. I mange år stod den i en lille kirke i den gamle bydel, men jordskælvet i 1915 betød, at kirken blev så ødelagt, at man omkring 1925 besluttede at flytte statuen til museet i Abbazia di San Clemente a Casauria, og den gamle kirke blev brudt ned. På museet reparerede man skaderne på statuen, men da museet senere måtte lukke, endte La Madonna i et lagerrum i l'Aquila. Det gamle kunstværk blev hentet frem en enkelt gang til en udstilling på borgen i L'Aquila, med den fejlagtige betegnelse Madonna di Civitaretenga. Et gammelt fotografi fra Pietranico blev imidlertid fundet frem, så den rette identitet kunne genskabes. Jordskælvet i 2009 gav alvorlige skader på statuen, men en indsamling blandt italiensk-amerikanere i New York betød, at det gamle kunstværk kunne restaureres efter de mest moderne metoder af dr. Sonnino fra Italian American Museum i New York. Som tak blev Madonnaen udstillet i det italiensk generalkonsulat i New York i 2011. Ved hjemkomsten fra USA blev kunstværket anbragt i Casa D'annunzio museet i Pescara. Bystyret i Pietranico fik imidlertid udvirket, at statuen skulle tilbage til byen, og efter næsten 100 år i eksil vendte La Madonna in Trono hjem til Pietranico i juli 2013.

### Oratorio di Santa Maria della Croce
Nogle få kilometer fra selve byen, i lokaliteten Tre Croci, ligger "den absolutte juvel i Abuzzos barok", kapellet Oratorio di Santa Maria della Croce. Bygningen er opført tæt ved det sted, hvor en hyrde i 1613 i et syn så Jomfru Maria, og ved kirken fejres begivenheden hvert år. Kapellet syner ikke af meget udefra, men indvendigt er det overdådigt udsmykket med stukarbejde, billeder og loftudsmykning med religiøse motiver fra 1600-tallet.